# Little Horkesley
Little Horkesley is een civil parish in het bestuurlijke gebied Colchester, in het Engelse graafschap Essex.